# Медянка (приток Тылая)
Медянка — река в России, протекает в Мурашинском районе Кировской области и в Прилузском районе Республики Коми. Устье реки находится в 27 км по левому берегу реки Тылай. Длина реки составляет 14 км.
Исток реки в Мурашинском районе Кировской области в 8 км к северо-востоку от посёлка Староверческая. Верхнее течение реки проходит по Мурашинскому району Кировской области, среднее и нижнее - по Прилузскому району Республики Коми. Река течёт по обширному таёжному необитаемому лесному массиву на Северных Увалах, генеральное направление течения - север. Впадает в Тылай в 16 км к северо-востоку от посёлка Вазюк. Ширина реки на всём протяжении не превышает 10 м.

## Данные водного реестра
По данным государственного водного реестра России и геоинформационной системы водохозяйственного районирования территории РФ, подготовленной Федеральным агентством водных ресурсов:
- Бассейновый округ — Двинско-Печорский
- Речной бассейн — Северная Двина
- Речной подбассейн — Малая Северная Двина
- Водохозяйственный участок — Юг
- Код водного объекта — 03020100212103000011795